# Balázs Hidvéghi
Dans le nom hongrois Hidvéghi Balázs, le nom de famille précède le prénom, mais cet article utilise l’ordre habituel en français Balázs Hidvéghi, où le prénom précède le nom.
Balázs Hidvéghi, né le 28 novembre 1970 à Budapest, est un homme politique hongrois, membre du Fidesz. Il est député européen du 15 mai 2014 au 30 juin 2014 et à partir du 2 juillet 2019.